# Анохово (Псковская область)
Анохово — деревня в Печорском районе Псковской области России. Входит в состав сельского поселения «Круппская волость».
Расположена на севере района на побережье Псковского озера (на полуострове к северо-востоку от устья реки Обдех), в 10 км к юго-востоку от волостного центра, деревни Крупп.

## Население
Численность населения деревни по состоянию на конец 2000 года составляла 1 житель.
| 2001 | 2002 | 2010 |
| ---- | ---- | ---- |
| 1    | →1   | ↗5   |